# Melvisharam
Melvisharam è una suddivisione dell'India, classificata come town panchayat, di 36.675 abitanti, situata nel distretto di Vellore, nello stato federato del Tamil Nadu. In base al numero di abitanti la città rientra nella classe III (da 20.000 a 49.999 persone).

## Geografia fisica
La città è situata a 12° 54' 53 N e 79° 17' 09 E.

## Società

### Evoluzione demografica
Al censimento del 2001 la popolazione di Melvisharam assommava a 36.675 persone, delle quali 18.471 maschi e 18.204 femmine. I bambini di età inferiore o uguale ai sei anni assommavano a 5.332, dei quali 2.669 maschi e 2.663 femmine. Infine, coloro che erano in grado di saper almeno leggere e scrivere erano 23.735, dei quali 13.509 maschi e 10.226 femmine.